# Centro de Vuelo Espacial Goddard

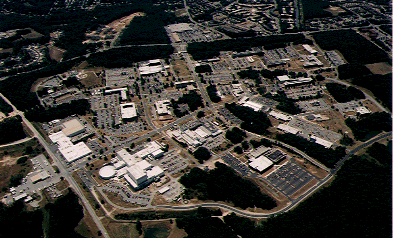
Vista aérea del Centro de vuelo espacial Goddard.

El Centro de Vuelo Espacial Goddard (CVEG) o Goddard Space Flight Center (GSFC) es un laboratorio de investigación de la NASA considerable, establecido el 1 de mayo de 1959 como el primer Centro espacial de vuelo de la NASA. El CEVG tiene 10 000 contratistas y funcionarios públicos aproximadamente, y está situado a unas 6,5 millas (10,45 km) al noroeste de Washington D. C. en Greenbelt (Maryland).
El CVEG tiene la mayor organización de científicos e ingenieros dedicados a expandir el conocimiento de la Tierra, el sistema solar, y el universo vía observaciones desde el espacio dentro de los Estados Unidos. El CVEG es un importante laboratorio estadounidense para desarrollar y operar satélites científicos no tripulados. El CVEG dirige la investigación científica, los desarrollos y operaciones espaciales, y desarrollos de tecnologías relacionadas. Los científicos de Goddard saben desarrollar y respaldar una misión, y los ingenieros y técnicos saben diseñar y construir las satélites para la misión.
Además, también opera dos redes de adquisición de datos y seguimiento de vuelos espaciales, desarrolla y mantiene avanzados sistemas de información de datos científicos espaciales, y desarrolla sistemas de satélite para la Administración Nacional Oceánica y Atmosférica (NOAA).
El CVEG administra misiones tanto de la NASA como internacionales, incluyendo al telescopio espacial Hubble (HST), el programa Explorers, el programa Discovery, el Sistema de Observación de la Tierra (EOS), INTEGRAL, MAVEN, OSIRIS-REx, SOHO, el Solar Dynamics Observatory (SDO), y Swift.

## Historia
Hasta el 1 de mayo de 1959, la presencia de la NASA en Greenbelt, Maryland, se conocía como Centro Espacial Beltsville. Entonces fue renombrado como Centro de vuelo espacial Goddard (CVEG), en honor al Dr. Robert H. Goddard.

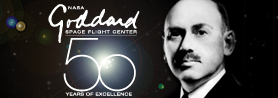
Goddard 50th anniversary logo

El CVEG contribuyó al Proyecto Mercury, el primer programa de vuelos espaciales tripulados de Estados Unidos. El centro asumió un papel principal en el proyecto en sus inicios y gestionó los primeros 250 empleados involucrados en éste, que estaban estacionados en el Centro de Investigación Langley en Hampton, Virginia. Sin embargo, el tamaño y el alcance del proyecto Mercury pronto llevaron a la NASA a construir un nuevo centro de naves tripuladas: ahora el Centro Espacial Johnson, en Houston, Texas. El personal y las actividades del proyecto Mercury fueron transferidos allí en 1961.

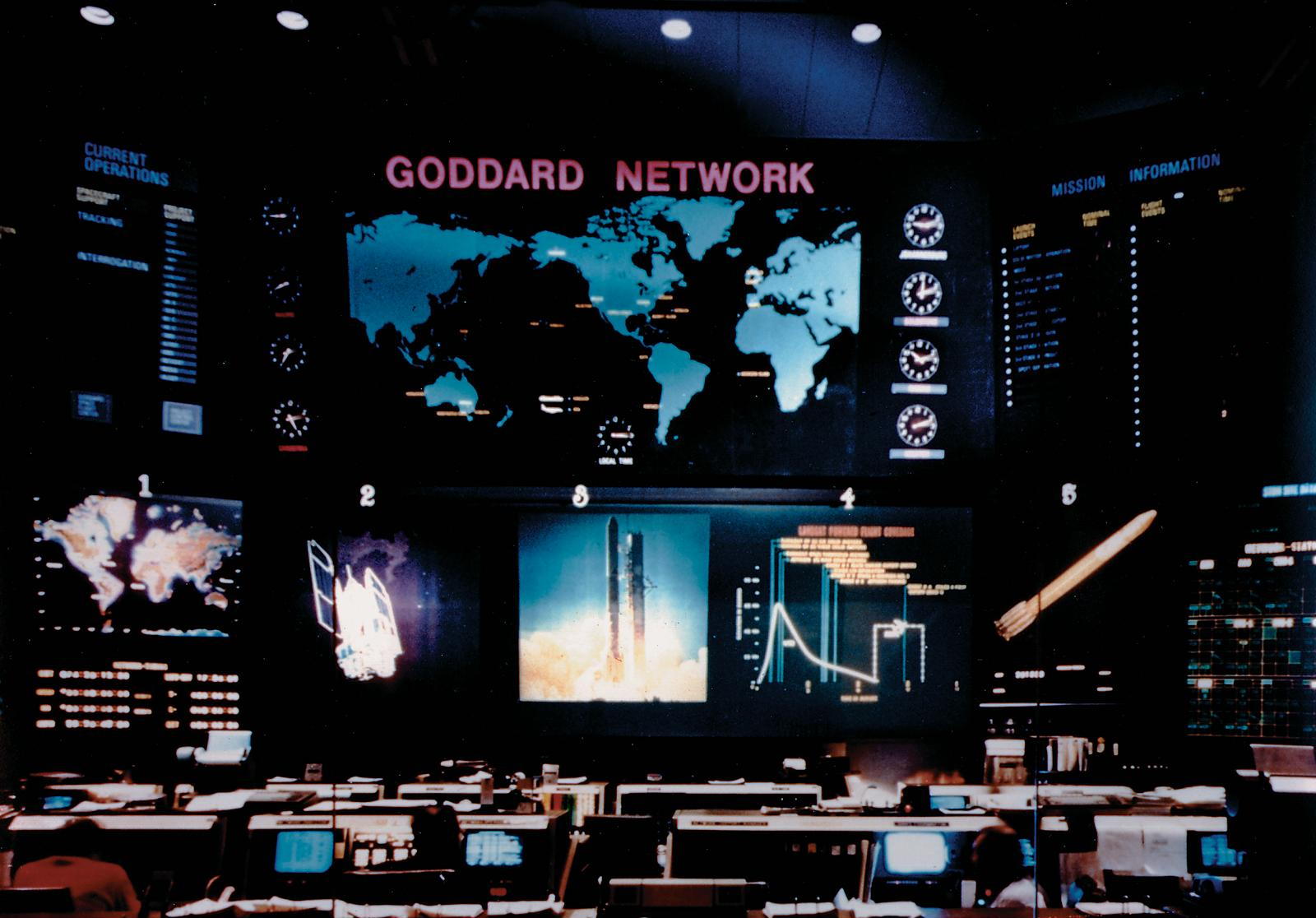
The Goddard network (STDN) tracked many early manned and unmanned spacecraft.

El Centro de Vuelo Espacial Goddard se mantuvo involucrado en el programa de vuelos espaciales tripulados, proporcionando soporte informático y seguimiento por radar de vuelos a través de una red mundial de estaciones terrestres llamada Red de Rastreo y Adquisición de Datos de Naves Espaciales (STDN). Sin embargo, el Centro se enfocó principalmente en el diseño de satélites no tripulados y naves espaciales para misiones de investigación científica. Goddard fue pionero en varios campos del desarrollo de naves espaciales, incluido el diseño de naves espaciales modulares, que redujo los costos y posibilitó la reparación de satélites en órbita. El satélite Solar Max de Goddard, lanzado en 1980, fue reparado por astronautas en el Space Shuttle Challenger en 1984. El Telescopio Espacial Hubble, lanzado en 1990, sigue en servicio y continúa creciendo en capacidad gracias a su diseño modular y múltiples misiones de servicio por parte del Transbordador Espacial.
Hoy, el centro sigue involucrado en cada uno de los programas clave de la NASA. Goddard ha desarrollado más instrumentos para la exploración planetaria que cualquier otra organización, entre ellos instrumentos científicos enviados a todos los planetas del Sistema Solar. La contribución del centro a la Earth Science Enterprise incluye varias naves espaciales en la flota del Sistema de Observación de la Tierra, así como EOSDIS, un sistema de recolección, procesamiento y distribución de datos científicos. Para el programa de vuelo espacial tripulado, Goddard desarrolla herramientas para ser utilizadas por astronautas durante actividades extra-vehiculares, y opera el Orbitador de Reconocimiento Lunar, una nave espacial diseñada para estudiar la Luna en preparación para la futura exploración tripulada.

## Instalaciones
El campus parcialmente boscoso de Goddard está a unas pocas millas al noreste de Washington D. C., en el condado de Prince George. El centro se encuentra en Greenbelt Road, que es la ruta 193 de Maryland. Baltimore, Annapolis y la sede de la NASA en Washington están a 30–45 minutos por carretera. Greenbelt también tiene una estación de tren con acceso al sistema de metro de Washington y la línea Camden del tren de cercanías MARC.

### Cámaras de prueba
La sala blanca de High Bay ubicada en el edificio 29 es la sala blanca ISO 7 más grande del mundo con 1.3 millones de pies cúbicos de espacio. Las cámaras de vacío en los edificios adyacentes 10 y 7 pueden enfriarse o calentarse a +/- 200 °C (392 °F). El edificio adyacente 15 aloja la Centrifugadora de Alta Capacidad que puede generar 30 G en una carga de hasta 2,5 toneladas.
Parsons Corporation colaboró en la construcción de la sala limpia de clase 10,000 para respaldar el Telescopio Espacial Hubble y otras misiones de Goddard.

### Centro de investigación del Archivo de Ciencia Astrofísica de Alta Energía
El Centro de Investigación del Archivo Científico de Astrofísica de Alta Energía (HEASARC) es el centro designado por la NASA para el archivo y la difusión de datos e información de astronomía de alta energía. La información sobre rayos X y la astronomía de rayos gamma y los archivos relacionados de la misión de la NASA se mantienen para información pública y acceso a la ciencia.

### Software Assurance Technology Center
El Software Assurance Technology Center (SATC) es un departamento de la NASA fundado en 1992 como parte de su Oficina de Seguridad y Confiabilidad de los Sistemas en el Centro de Vuelo Espacial Goddard. Su propósito era "convertirse en un centro de excelencia en aseguramiento de software, dedicado a realizar mejoras medibles tanto en la calidad como en la confiabilidad del software desarrollado para la NASA en CVEG". El Centro ha sido la fuente de trabajos de investigación sobre métricas de software, garantía y gestión de riesgos.

### Centro de visitantes de Goddard

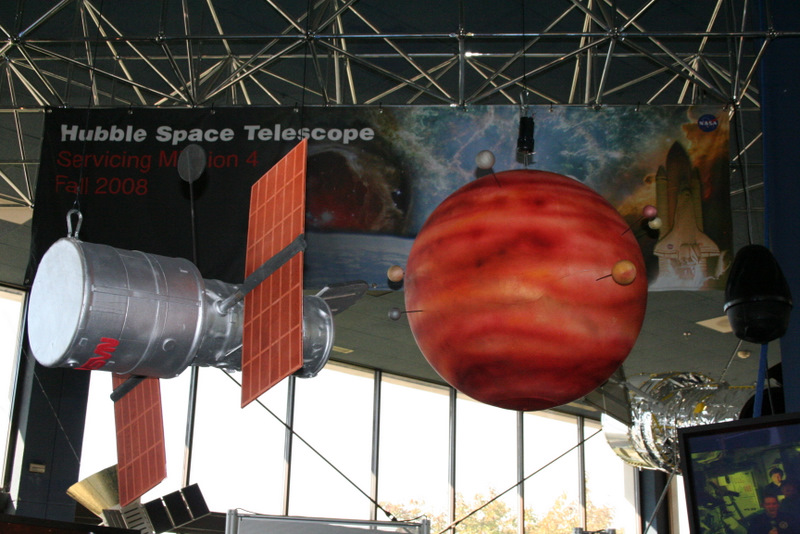
Hubble model on display in visitor center

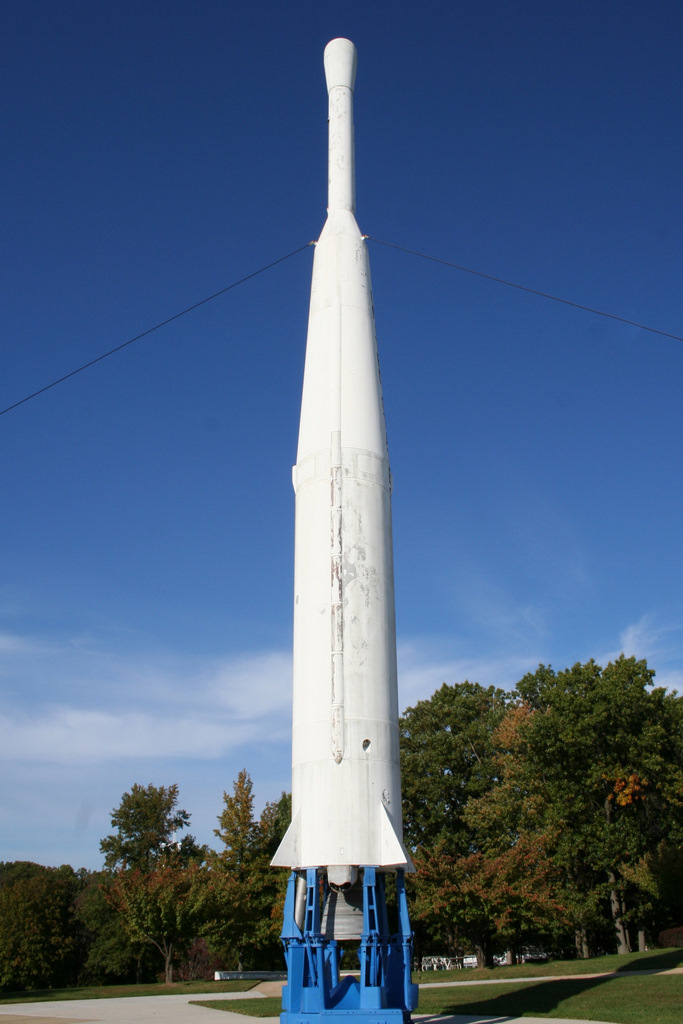
Delta rocket on display in the rocket garden

El Centro de Visitantes de Goddard está abierto al público de martes a domingo, de forma gratuita, y exhibe de naves espaciales y tecnologías desarrolladas allí. El Telescopio Espacial Hubble está representado por modelos e imágenes del espacio profundo de misiones recientes. El centro también cuenta con un sistema de proyección Science On a Sphere.
El centro también cuenta con un Centro de Recursos para Educadores disponible para que lo usen maestros y voluntarios de educación; y acoge eventos especiales durante el año. Como ejemplo, en septiembre de 2008, el Centro abrió sus puertas para Goddard LaunchFest. El evento, gratuito para el público, incluía: competiciones de robots, visitas a las instalaciones de Goddard organizadas por empleados de la NASA y entretenimiento en vivo en los terrenos de Goddard.

### Instalaciones externas
El CVEG opera tres instalaciones que no están ubicadas en el sitio de Greenbelt. Estas instalaciones son:
- La instalación de vuelo de Wallops ubicada en Wallops Island, Virginia, se estableció en 1945 y es uno de los sitios de lanzamiento más antiguos del mundo. Wallops gestiona el programa de cohetes de sondeo de la NASA y admite aproximadamente 35 misiones cada año.

- El Instituto Goddard de Estudios Espaciales (GISS) ubicado en la Universidad de Columbia en la ciudad de Nueva York, donde se lleva a cabo gran parte de la investigación teórica del Centro. Operado en estrecha asociación con Columbia y otras universidades del área, el instituto proporciona investigación de apoyo en geofísica, astrofísica, astronomía y meteorología.

- La Instalación de Validación y Verificación Independiente (IV&V) de Katherine Johnson en Fairmont, Virginia Occidental se estableció en 1993 para mejorar la seguridad, confiabilidad y calidad del software utilizado en las misiones de la NASA.

El CVEG también es responsable del Complejo White Sands, un conjunto de dos sitios en Las Cruces, NM, pero el sitio es propiedad del Centro Espacial Johnson como parte del Centro de pruebas de White Sands.

## Empleados
El Centro de Vuelo Espacial Goddard cuenta con una plantilla de más de 3,000 empleados públicos, el 60% de los cuales son ingenieros y científicos. Hay aproximadamente 7,000 contratistas de apoyo en el sitio todos los días. Es una de las mayores concentraciones de los científicos e ingenieros espaciales más importantes del mundo. El Centro está organizado en 8 direcciones, que incluyen Ingeniería y Tecnología Aplicadas, Proyectos de Vuelo, Ciencia y Exploración, y Seguridad y Garantía de la Misión.
Los estudiantes cooperativos de universidades en los 50 estados se pueden encontrar en el campus cada temporada a través del Programa de Educación Cooperativa. Durante los veranos, programas como el Instituto de verano en ingeniería y aplicaciones informáticas (SIECA) y Excelencia a través de la exploración y liderazgo desafiantes (EXCEL) brindan oportunidades de pasantías a estudiantes de los Estados Unidos y territorios como Puerto Rico para aprender y participar en el desafío científico y trabajo de ingeniería.

## Misiones

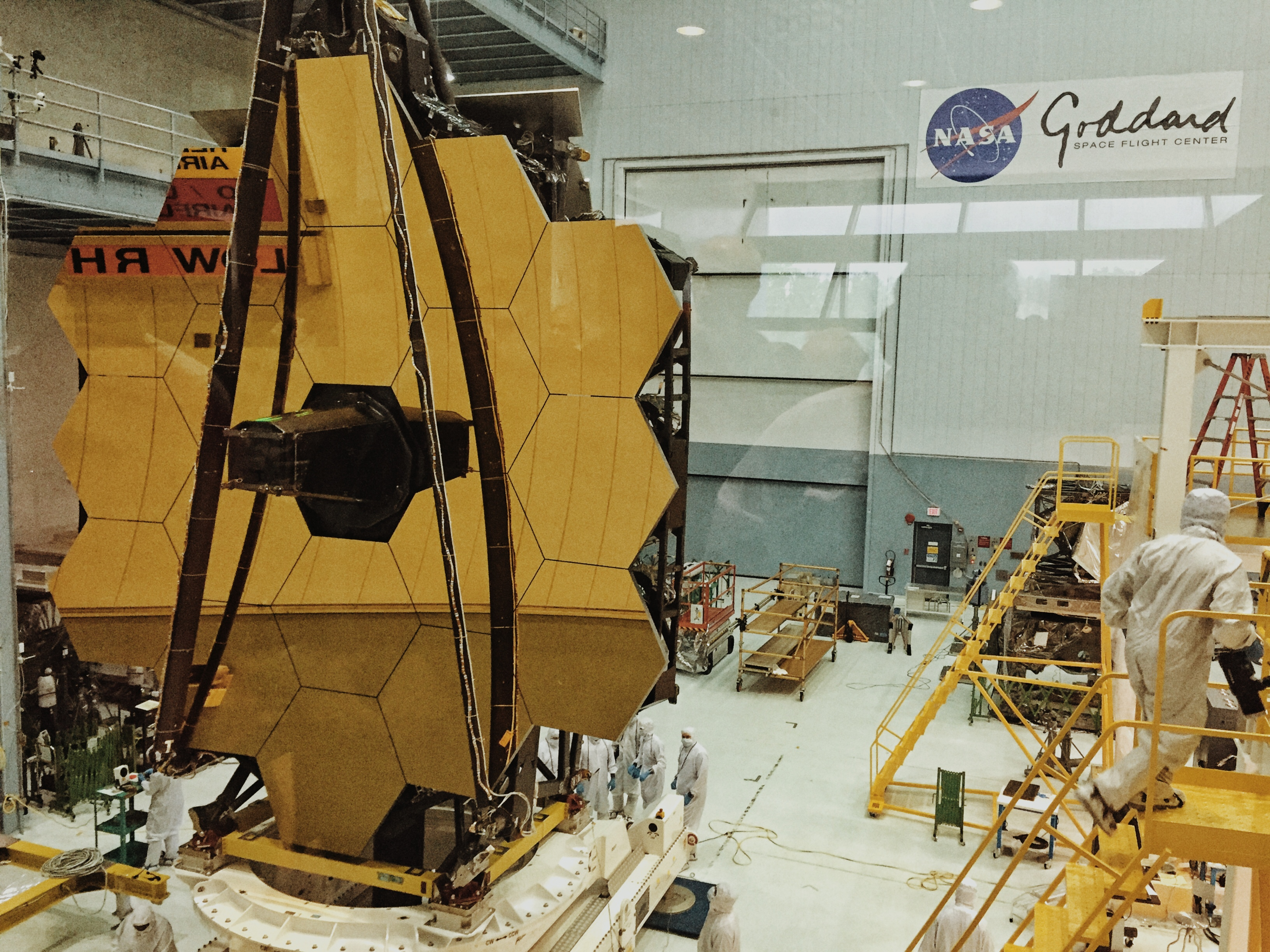
James Webb Space Telescope mirrors assembled, May 2016

Una hoja informativa que destaca muchas de las misiones anteriores de Goddard se registra en una página web del 40 aniversario.

### Pasado
Goddard ha estado involucrado en el diseño, construcción y operación de naves espaciales desde los días de Explorer 1, el primer satélite artificial de la nación. La lista de estas misiones refleja un conjunto diverso de objetivos y metas científicas. La serie de naves espaciales Landsat ha estado estudiando los recursos de la Tierra desde el lanzamiento de la primera misión en 1972. TIROS-1 se lanzó en 1960 como el primer éxito en una larga serie de satélites meteorológicos. La plataforma Spartan desplegada desde el transbordador espacial, lo que permite misiones simples y económicas de 2 a 3 días. El segundo de los Grandes Observatorios de la NASA, el Observatorio de Rayos Gamma de Compton, operó durante nueve años antes de reingresar a la atmósfera de la Tierra en 2000. Otro de los observatorios de ciencia espacial de Goddard, el Explorador de fondo cósmico, proporcionó datos científicos únicos sobre el universo primitivo.

### Presente
Goddard actualmente apoya el funcionamiento de decenas de naves espaciales que recopilan datos científicos. Estas misiones incluyen proyectos de ciencias de la Tierra como el Sistema de observación de la Tierra (EOS) que incluye la nave espacial Terra, Aqua y Aura que vuelan junto a varios proyectos de otros Centros u otros países. Otros proyectos importantes de ciencias de la Tierra que están actualmente en funcionamiento incluyen la Misión de medición de precipitaciones tropicales (TRMM) y la Misión de medición de precipitación global (GPM), misiones que proporcionan datos críticos para las predicciones de huracanes. Muchos proyectos de Goddard apoyan a otras organizaciones, como el Servicio Geológico de EE. UU. En Landsat-7 y -8, y la Administración Nacional Oceánica y Atmosférica (NOAA) en el sistema Satélite Geoestacionario Operacional del Medioambiente (GOES) que proporcionan predicciones meteorológicas.
Otras misiones de Goddard apoyan una variedad de disciplinas de la ciencia espacial. El proyecto más famoso de Goddard es el Telescopio Espacial Hubble, una plataforma científica única que ha estado abriendo nuevos caminos en la astronomía durante casi 20 años. Otras misiones, como la Sonda de Anisotropía de Microondas de Wilkinson (WMAP), estudian la estructura y evolución del universo. Otras misiones, como el Observatorio Solar y Heliosférico (SOHO), están estudiando el Sol y cómo su comportamiento afecta la vida en la Tierra. El Lunar Reconnaissance Orbiter (LRO) está trazando un mapa de la composición y la topografía de la Luna y el Observatorio de Dinámica Solar (SDO) está rastreando la energía y la influencia del Sol en la Tierra.

### Futuro
La comunidad de Goddard trabaja continuamente en numerosas operaciones y proyectos que tienen fechas de lanzamiento que van desde el próximo año hasta una década en el futuro. Estas operaciones también varían en lo que los científicos esperan que descubran.
Entre las operaciones más destacadas se incluyen: el Telescopio Espacial James Webb, que intentará estudiar la historia del universo.

## Ciencia
Abordando cuestiones científicas
Las misiones de la NASA (y, por lo tanto, las misiones de Goddard) abordan una amplia gama de preguntas científicas generalmente clasificadas en torno a cuatro áreas clave: ciencias de la Tierra, astrofísica, heliofísica y el Sistema Solar. Para simplificar, Goddard estudia la Tierra y el Espacio.
Dentro del área de ciencias de la Tierra, Goddard desempeña un papel importante en la investigación para avanzar en nuestra comprensión de la Tierra como un sistema ambiental, al analizar las preguntas relacionadas con cómo se han desarrollado los componentes de ese sistema ambiental, cómo interactúan y cómo evolucionan. Todo esto es importante para que los científicos puedan comprender los impactos prácticos de las actividades naturales y humanas durante las próximas décadas y siglos.
En Ciencias del espacio, Goddard se ha distinguido con el Premio Nobel de Física 2006 otorgado a John Mather y la misión COBE. Más allá de la misión COBE, Goddard estudia cómo se formó el universo, de qué está hecho, cómo interactúan sus componentes y cómo evoluciona. El Centro también contribuye a la investigación que busca comprender cómo se forman y evolucionan las estrellas y los sistemas planetarios, y estudia la naturaleza de la interacción del Sol con su entorno.
De las preguntas científicas a las misiones científicas
Sobre la base del conocimiento existente acumulado a través de misiones anteriores, se articulan nuevas preguntas científicas. Las misiones se desarrollan de la misma manera que se desarrollaría un experimento utilizando el método científico. En este contexto, Goddard no funciona como una entidad independiente, sino como uno de los 10 centros de la NASA que trabajan juntos para encontrar respuestas a estas preguntas científicas.
Cada misión comienza con un conjunto de preguntas científicas que deben responderse, un conjunto de requisitos científicos para la misión, que se basan en lo que ya se ha descubierto en misiones anteriores. Los requisitos científicos detallan los tipos de datos que deberán recopilarse. Estos requisitos científicos se transforman en conceptos de misión que comienzan a especificar el tipo de nave espacial y se deben desarrollar instrumentos científicos para responder a estas preguntas científicas.
Dentro de Goddard, la Dirección de Ciencias y Exploración (SED) dirige los esfuerzos científicos del centro, incluido el desarrollo de tecnología relacionada con actividades científicas.
Recopilación de Datos en el Espacio - Instrumentos científicos
Algunos de los avances tecnológicos más importantes desarrollados por Goddard (y la NASA en general) provienen de la necesidad de innovar con nuevos instrumentos científicos para poder observar o medir fenómenos en el espacio que nunca antes se habían medido u observado. Los nombres de los instrumentos tienden a ser conocidos por sus iniciales. En algunos casos, el nombre de la misión da una indicación del tipo de instrumento involucrado. Por ejemplo, el Telescopio Espacial James Webb es, como su nombre lo indica, un telescopio, pero incluye un conjunto de cuatro instrumentos científicos distintos: Instrumento de infrarrojo medio (MIRI); Cámara de infrarrojo cercano (NIRCam); Espectrógrafo de infrarrojo cercano (NIRSpec); Sensor de guía fina, cámara de imágenes de infrarrojo cercano y espectrógrafo sin hendiduras (FGS-NIRISS). Los científicos de Goddard trabajan en estrecha colaboración con los ingenieros para desarrollar estos instrumentos.
Normalmente, una misión consiste en una nave espacial con un conjunto de instrumentos (varios instrumentos) a bordo. En algunos casos, los requisitos científicos dictan la necesidad de múltiples naves espaciales. Por ejemplo, la Misión Multiescala Magnetosférica (MMS) estudia la reconexión magnética, un proceso 3-D. Para capturar datos sobre este complejo proceso tridimensional, un conjunto de cuatro naves espaciales vuela en una formación tetraédrica. Cada una de las cuatro naves espaciales lleva conjuntos de instrumentos idénticos. MMS es parte de un programa más grande (Sondas terrestres solares) que estudia el impacto del Sol en el Sistema Solar.
Colaboraciones científicas de Goddard
En muchos casos, Goddard trabaja con socios (agencias del gobierno de EE. UU., Industria aeroespacial, centros de investigación basados en universidades, otros países) que son responsables del desarrollo de los instrumentos científicos. En otros casos, Goddard desarrolla uno o más de los instrumentos. Los instrumentos individuales se integran luego en un conjunto de instrumentos que luego se integra con la nave espacial. En el caso de MMS, por ejemplo, Southwest Research Institute (SwRI) fue responsable del desarrollo de los instrumentos científicos y Goddard proporciona la administración general del proyecto, la ingeniería de sistemas de la misión, la nave espacial y las operaciones de la misión.
En el Lunar Reconnaissance Orbiter (LRO), una serie de socios han desarrollado seis instrumentos. Uno de los instrumentos, el altímetro láser Lunar Orbiter (LOLA), fue desarrollado por Goddard. LOLA mide las pendientes del lugar de aterrizaje y la rugosidad de la superficie lunar para generar un mapa tridimensional de la luna.
Otra misión que será dirigida por Goddard es MAVEN. MAVEN es la segunda misión dentro del Programa Mars Scout que está explorando la atmósfera de Marte para apoyar los esfuerzos más amplios de la NASA para ir a Marte. MAVEN lleva ocho instrumentos para medir las características de los gases atmosféricos de Marte, la atmósfera superior, el viento solar y la ionosfera. Los socios para el desarrollo de instrumentos incluyen la Universidad de Colorado en Boulder y la Universidad de California, Berkeley. Goddard contribuyó con la gestión general del proyecto, así como con dos de los instrumentos, dos magnetómetros.
Gestión de datos científicos
Una vez que se lanza una misión y llega a su destino, sus instrumentos comienzan a recopilar datos. Los datos se transmiten de vuelta a la Tierra, donde deben analizarse y almacenarse para futuras referencias. Goddard gestiona grandes colecciones de datos científicos resultantes de misiones pasadas y en curso.
La División de Ciencias de la Tierra alberga la División de Servicios de Información e Información de Ciencias de la Tierra de Goddard (GES DISC). Ofrece datos, información y servicios de ciencias de la Tierra a científicos de investigación, científicos de aplicaciones, usuarios de aplicaciones y estudiantes.
El Centro Nacional de Datos de la Ciencia Espacial (NSSDC), creado en Goddard en 1966, alberga un archivo permanente de datos de la ciencia espacial, que incluye una gran colección de imágenes del espacio.

## Subproductos tecnológicos
El artículo 102(d) de la Ley Nacional de Aeronáutica y del Espacio de 1958 exige "el establecimiento de estudios a largo plazo sobre los beneficios potenciales que se obtendrán, las oportunidades y los problemas relacionados con la utilización de actividades aeronáuticas y espaciales para Fines pacíficos y científicos ". Debido a este mandato, el Programa de Utilización de Tecnología (Technology Utilization Program) se estableció en 1962, que requería que las tecnologías se aplicaran en la Tierra y se comercializaran, a fin de ayudar a la economía de los Estados Unidos y mejorar la calidad de vida.
La documentación de estas tecnologías comenzó en 1976 con Spinoff 1976. Desde entonces, la NASA ha producido una publicación anual de estas "tecnologías derivadas" a través de la Oficina del Programa de Asociaciones Innovadoras (Innovative Partnerships Program Office).
El Centro de Vuelo Espacial Goddard ha hecho contribuciones significativas a la economía y calidad de vida de los Estados Unidos con las tecnologías que ha generado. Aquí hay algunos ejemplos: la tecnología de globos meteorológicos ha ayudado a los bomberos con sus radios de corto alcance; el Mylar aluminizado de satélites ha producido aislamientos para ropa deportiva; los sistemas de óptica láser han transformado la industria de las cámaras y las misiones de detección de vida en otros planetas ayudan a los científicos a encontrar bacterias en alimentos contaminados.
Una gran parte de la investigación llevada a cabo en Goddar se especializa en sensores y detectores con gran aplicabilidad en el ámbito médico. De tales tecnologías se conceden licencias a personas y empresas emergentes para generar nuevas aplicaciones.

## Comunidad
El Centro de Vuelo Espacial Goddard mantiene vínculos con las comunidades del área local a través de voluntarios externos y programas educativos. Se alienta a los empleados a participar en programas de tutoría y asumir roles de oratoria en las escuelas del área. En el centro, Goddard alberga coloquios regulares en ingeniería, liderazgo y ciencia. Estos eventos están abiertos al público en general, pero los asistentes deben registrarse con anticipación para obtener un pase de visitantes para acceder a los terrenos principales del Centro. Los pases se pueden obtener en la puerta principal de la oficina de seguridad en Greenbelt Road.
Goddard también alberga varias oportunidades diferentes de pasantías, incluyendo el desarrollo de la NASA en el Centro de Vuelo Espacial de Goddard.